# 終極殺戮樂團
終極殺戮樂團（Killswitch Engage，簡稱 KsE 或 Killswitch）是一支來自美國麻薩諸塞州的金屬核樂團。目前樂團成員為主唱Jesse Leach，貝斯手 Mike D'Antonio，吉他手 Joel Stroetzel 與 Adam Dutkiewicz，鼓手 Justin Foley。他們目前已經發行了七張錄音室專輯及一張 DVD。
2004年，終極殺戮樂團以《The End of Heartache》這張專輯打響知名度，登上告示牌排行榜第21名，並在2007年12月以超過50萬張的銷售量獲得美國金唱片認證。2005年，專輯同名歌曲《The End of Heartache》在獲得葛萊美獎提名。同年，發行現場 DVD《(Set This) World Ablaze》。終極殺戮目前已參加了「Reading and Leeds Festivals」，「Ozzfest」，「Download Festival」，「Warped Tour」與「Rock on the Range」等大型音樂季。
他們被視為美式金屬新浪潮中最具影響力的樂團之一。

## 歷史

### 早期（1998-2000）
1998年，在 Overcast 與 Aftershock 兩組樂團解散後，貝斯手 Mike D'Antonio、吉他手 Adam Dutkiewicz 與 Joel Stroetzel、以及來自 Nothing Stays Gold 樂團的 Jesse Leach 組成樂團。原來是要由前 Overcast 主唱 Brian Fair 擔任新樂團主唱，但他最後決定留在魅影魔星樂團。D'Antonio 表示樂團最初只是為了好玩，當作玩票性質。
關於團名，D'Antonio 表示：「我們那時決定要重新開始。『Killswitch』就像把所有事情都結束。『engage』則像是再度開始的意思。」團名是來自電視影集《X檔案》的其中一集標題《Kill Switch》。

### 《同名專輯》與《行尸走肉或氣若游絲》（2000-2002）
在與 史提夫·揚 、魅影魔星樂團一同巡迴，擔任烈焰邪神的開場樂團後，終極殺戮樂團與 Ferret Music 簽約。之後樂團發行了同名專輯，雖然一開始專輯銷售並不出色，也沒打進任何排行榜，但引起了 Ferret Music 的創辦人 Carl Severson 的興趣。Severson 當時正就職於 Roadrunner Records，並將這張專輯交給了幾位 Roadrunner 代表。之後 Roadrunner 的 A&R Mike Gitter 與 D'Antonio 聯絡，並參加了幾場樂團的表演，之後他決定提供樂團一紙唱片合約。樂團在經過考慮後，認為 Roadrunner 能提供足夠的資源去宣傳和發行專輯，於是決定接受這張唱片合約。
他們在2001年11月開始創作新專輯。在大量製作經費下，樂團前往麻薩諸塞州韋斯特菲爾德的 Zing Studios，而且這次能花費更多時間「把事情做好」。 
1月，專輯混音由製作人 Andy Sneap 在 Backstage Studios 進行， 
專輯名稱定為《行尸走肉或氣若游絲》。 
之後樂團公布了《My Last Serenade》的音樂錄影帶，專輯登上 Top Heatseekers 排行榜第37名。 
在專輯發行後，樂團決定將 Dutkiewicz 移到吉他手的位置，前 Aftershock 鼓手 Tom Gomes 加入。《CMJ New Music Report》的 Kevin Boyce 表示這張專輯「比快克古柯鹼更加令人上癮，專輯覆蓋滿咖啡因和尼古丁並且沾滿了巧克力」， 
而Allmusic的 Jason D. Taylor 則說這張作品是「一張道地的金屬專輯，似乎忽略了流行的趨勢，完全依靠技術、技巧去刻劃自金屬製品和超級殺手合唱團以來的重金屬音樂。」

### 新主唱與鼓手（2002-2004）
2002年4月20日，Leach 結婚，但當樂團再度舉行巡迴演唱時，他因此陷入了憂鬱情緒中。這使得他在嘶吼中放入太多的情緒，失去了應有的技巧。更糟的是每當表演結束 Leach 就直接回到巴士開始睡覺。在某次表演的前幾天，Leach 向每個團員發出電子郵件，表示他要離開樂團。D'Antonio 表示：「經過三年的相處，他就像自己兄弟一樣，但最後我只收到一封電子郵件，有點難過。」
樂團之後找到了 Blood Has Been Shed 樂團的 Howard Jones 擔任新主唱。琼斯一開始並不喜歡他們的音樂。他表示：「我是玩硬核和骯髒的金屬樂出身，但是他們音樂聽起來好乾淨。不過在我不斷的聽，我發現他們有非常不錯的音樂。」 在聽到有關 Leach 的歌唱問題後，琼斯聯絡了樂團並答應加入。2002年的「Hellfest」，在沒有聽過《同名專輯》和《行尸走肉或氣若游絲》的情況下，琼斯在他的初次上場就必須要記住7首歌曲。
2002年，新陣容的樂團與36瘋拳（36 Crazyfists）和 Five Pointe O 一同前往英國和荷蘭進行巡迴演唱。2003年，琼斯加入後的第一首歌《When Darkness Falls》收錄在《佛萊迪大戰傑森之開膛破肚》電影原聲帶中。 
在接下來的2003「Ozzfest」，鼓手 Gomes 為了能多陪伴在老婆身邊、為了專心於他另一個樂團 Something of a Silhouette，以及對於巡迴感到疲憊，而決定退團。 
之後 Blood Has Been Shed 與 Red Tide 的鼓手 Justin Foley 加入，他的第一場巡迴演出是2003年 MTV2 的「Headbangers Ball」。

### 《The End of Heartache》（2004-2006）
《The End of Heartache》在2004年5月11日發行，首周登上告示牌排行榜第21名，賣出38,000張。 
在與炭疽熱樂團一同在澳洲巡迴演出後，也登上了澳洲排行榜39名。 
專輯在美國賣出超過500,000張，在2007年12月7日認證為金唱片。 
專輯贏得了許多正面評價，《滾石》雜誌的 Jon Caramanica 稱這張專輯是一張「令人震驚的作品，維持了他們音樂的特色」。
Allmusic 的 Ed Rivaria 評論：「吉他 riff 層層堆疊，直到天空，不斷的延續到下首歌曲。不可預測的節奏轉換，接著釋放內部壓力，激出終極殺戮樂團的力量泉源。」
2004年下半年，樂團擔任超級殺手的暖場樂團，並與 From Autumn to Ashes、幻影十八（Eighteen Visions）、36瘋拳一同演出。《The End of Heartache》成為電影《惡靈古堡2：啟示錄》的主題曲，2005年這首歌被第47屆葛萊美獎提名為「最佳金屬表演」，最後由摩托頭以《Whiplash》這首歌曲抱回獎項。 
2004年下半年，《The End of Heartache》發行特別版，增加收錄多場現場表演、日本附贈歌曲、以及《Irreversal》的重新錄製版。2005年夏天，樂團參加了「Ozzfest」，2005年11月1日，《行尸走肉或氣若游絲》因 Roadrunner Records 的25週年而重新發行。2005年11月22日，現場DVD《(Set This) World Ablaze》發行，收錄了在麻薩諸塞州伍斯特的演出，長達一小時的紀錄片以及樂團所有的音樂錄影帶。這張DVD在2006年4月8日獲得美國金唱片認證。

### 《惡夜降臨》（2006-2008）
終極殺戮樂團參加了2006年8月的「Reading and Leeds Festivals」，在這之前，Dutkiewicz 因為背部問題，已缺席了幾場在澳洲的演唱。新歌《This Fire Burns》收入在2006年5月23日發行的合輯《WWE Wreckless Intent》。 
這首歌原本是要成為WWE的超級巨星 蘭迪·歐頓 的主題曲，但在之後成為 WWE Judgment Day 2006 pay-per-view 的主題曲。後來《This Fire Burns》則成為 Raw 的超級巨星 CM Punk 自2006年至2011年的登場曲。這首歌在《惡夜降臨》的特別版中釋出,並改名為《This Fire》
在經過三個月的錄製期，《惡夜降臨》在2006年11月21日發行，首周登上告示牌排行榜第32名，賣出60,000張。 
專輯也進入了澳洲專輯榜第29名。 
在 Dutkiewicz 操刀混音下，專輯贏得了一致好評，Allmusic 的 Thom Jurek 稱這張「已進入2006年五大金屬專輯的候選名單」。 
《Decibel Magazine》的 Nick Terry 說：「稱《惡夜降臨》會讓人上癮是過於保守的。這張專輯已大幅超越了前作」。 
《Stylus Magazine》的 Cosmo Lee 說：「專輯非常連貫」。 
2007年11月27日，《惡夜降臨》已在美國賣出超過300,000張。
專輯中的首張單曲《My Curse》登上「Hot Mainstream Rock chart」排行榜21名，並收錄在知名遊戲《吉他英雄3》中。《The Arms of Sorrow》登上31名。樂團翻唱自 Dio 的《Holy Diver》收錄在《Kerrang!》所發行的合輯《High Voltage》中， 
之後登上12名。 
2007年年初，樂團因 Dutkiewicz 的背傷，取消與猛鬼入侵樂團在歐洲的三場演出。因他的背傷需要動手術，樂團找了撒旦之作吉他手 Peter Wichers 擔任巡迴樂手。
終極殺戮樂團在2007年年初與龍之動力、火怪樂團和 He Is Legend 一同巡迴。Dutkiewicz 因背傷而由破壞計畫樂團的 Patrick Lachman 代替。Dutkiewicz 目前已經康復，並開始進行《惡夜降臨》第二支音樂錄影帶《The Arms of Sorrow》的拍攝工作。
終極殺戮樂團與鐵娘子、伊凡塞斯、上帝羔羊樂團、聯合公園、超級殺手、瑪莉蓮·曼森一同參加2007年的「Download Festival」。他們也參與了「Bamboozle 2007」與「Warped Tour」。2007年8月6日，Dutkiewicz 為了背部復健而暫時離開，直到8月14日才回到樂團陣容。
他們從11月28日到12月17日與上帝羔羊樂團、惡靈駛者、撒旦之作一同巡迴。 
2008年，他們前往杜拜參加一年一度的「Dubai Desert Rock Festival」。
2008年2月到3月，他們參加了澳洲的「Soundwave Festival」。其他參加的樂團有 後裔樂團、重擊合唱團、 至死方休樂團、Alexisonfire、Haste the Day、Saosin 與 Carpathian。 樂團將巡迴至2008年5月。之後將開始創作新歌曲，最快將在2009年推出。

### 同名專輯 (2008-2010 )
終極殺戮在2008年10月進入錄音室，開始錄製新專輯，由吉他手 Dutkiewicz 和音樂製作人 Brendan O'Brien 共同製作，預計將在2009年春天發行。 2008年10月16日，樂團推出《This Is Absolution》音樂錄影帶，內容是由《Wacken Open Air》的演唱片段和巡迴中一些影像片段所組成。他們將與騷動樂團一同參加2009年的「Music as a Weapon」巡迴。
到了2009年2月，貝斯手Mike D'Antonio 在一個Metalhammer的採訪中透露「鼓的部分已經完成」，而他也已經完成了「最後的幾個貝斯部分的修正」。他也同時提到Howard Jones正在亞特蘭大完成歌唱的部分，並說「應該不會花上太多的時間」。

## 樂團成員
- Adam Dutkiewicz - 鼓 (1999 - 2002)、吉他 (2002 - )
- Mike D'Antonio - 貝斯 (1999 - )
- Joel Stroetzel - 吉他 (1999 - )
- Justin Foley - 鼓 (2003 - )
- Jesse Leach – 主唱 (1999 - 2002)、(2012 - )

### 前任團員
- Howard Jones - 主唱 (2002 - 2011)
- Pete Cortese – 節奏吉他 (2000 - 2001)
- Tom Gomes – 鼓 (2002 - 2003)

## 音樂作品
- 2000: 《同名專輯》（Killswitch Engage）
- 2002: 《行尸走肉或氣若游絲》（Alive or Just Breathing）
- 2004: 《心痛终结》（The End of Heartache）
- 2006: 《惡夜降臨》（As Daylight Dies）
- 2009: 《同名專輯 II》（Killswitch Engage）
- 2013: 《武裝解除》（Disarm the Descent）
- 2016: 《終極化身》（Incarnate）
- 2019: 《赎罪》（Atonement）
- 2025: 《后果》（This Consequence）

## 外部連結
- 官方網站 （页面存档备份，存于）
- Killswitch Engage的MySpace主頁
- Take This Oath- 官方歌迷俱樂部
- Howard Jones 與 Justin Foley 的專訪 （页面存档备份，存于）